# Злобин, Алексей Андреевич
Алексе́й Андре́евич Зло́бин (21 марта 1935, Сталинск — 16 января 2025) — российский религиозный и общественный деятель. Протоиерей Русской православной церкви. Народный депутат РСФСР и Российской Федерации (1990—1993).

## Биография
Родился 21 марта 1935 года в семье тюремного надзирателя. В детстве жил в городе Сталинске (ныне Новокузнецк). Окончил школу № 67 Орджоникидзевского района Сталинска, располагавшуюся на Нижней Колонии.
С 1954 по 1956 год служил в Храме в честь Успения Божией Матери города Калинина. Диакон с 21 ноября 1954 года, 14 августа 1955 года рукоположён во священники.
В 1963 году окончил Ленинградскую духовную семинарию, в 1969 году — Московскую духовную академию.
С 1956 по 1974 год — настоятель храма Михаила Архангела в селе Красное Торжокского района Калининской области.
С 1974 по 2023 год — настоятель Церкви Рождества Богородицы в селе Городня-на-Волге Конаковского района Тверской области. С 2023 года и до конца жизни — почётный настоятель Церкви Рождества Богородицы. Прослужил в храме более 50 лет.
Митрофорный протоиерей.
В марте 1990 года избран депутатом Верховного Совета РСФСР от Конаковского и Калининского районов Калининской области. С 1990 по 1993 год — народный депутат РСФСР/Российской Федерации, член Совета Республики Верховного Совета РСФСР, секретарь Комитета по свободе совести, вероисповеданиям, милосердию и благотворительности, член Комиссии по вопросам депутатской этики, член Конституционной комиссии. 12 декабря 1991 года, являясь членом Верховного Совета РСФСР, проголосовал за ратификацию Беловежского соглашения о прекращении существования СССР.
Во время конституционного кризиса 1993 года находился в Белом доме. В Белом доме крестил некрещёных, причащал раненых, отпевал убитых. Ушёл под конец событий с последними депутатами под охраной «Альфы» и больше политикой решил не заниматься.
В 1998 году выступил одним из инициаторов создания кафедры теологии на педагогическом факультете (ныне — Институт педагогического образования и социальных технологий) Тверского государственного университета, где с тех пор преподавал. По его инициативе заложен университетский храм во имя Святителя Николая.
В 2001 году открыл при храме в Городне православную гимназию. Злобин являлся её директором, преподавателем Библейской истории и духовным наставником, председателем попечительского совета гимназии являлся Сергей Степашин.
В Рождество 2005 года храм в Городне и службу отца Алексея Злобина посетил президент России Владимир Путин.
Жена — Любовь Ильинична Злобина. В браке прожили более 70 лет. Шестеро детей, а также внуки и правнуки.
Скончался 16 января 2025 года на 90-м году жизни. Похоронен 18 января у Церкви Рождества Богородицы в селе Городня-на-Волге Конаковского района Тверской области.

## Награды
Светские
- Орден Почёта (11.08.2000) — за большой вклад в укрепление гражданского мира и возрождение духовно-нравственных традиций[9].
- Орден Дружбы (12.10.2020) — за заслуги в сохранении и развитии духовных и культурных традиций, активную деятельность, направленную на укрепление дружбы между народами[10].

Церковные
- Орден Святого равноапостольного великого князя Владимира III степени (1980)
- Орден Святого равноапостольного великого князя Владимира II степени (1990)
- Орден Святителя Макария, митрополита Московского III степени (2010)
- Орден Святителя Иннокентия, митрополита Московского и Коломенского II степени (2015)
- Медаль «В память 1000-летия преставления равноапостольного великого князя Владимира» (2015)
- Орден святителя Иннокентия, митрополита Московского и Коломенского I степени (2020)

Региональные
- Почётный гражданин Тверской области
- Нагрудный знака Губернатора Тверской области «За заслуги в развитии Тверской области» (2008)
- Знака Губернатора Тверской области «Во благо земли Тверской» (2010)